# Samozatopienie floty niemieckiej na Dunaju
Samozatopienie floty niemieckiej na Dunaju – akcja zatopienia własnych okrętów, podjęta we wrześniu 1944 roku przez oficerów i marynarzy czarnomorskiej części Kriegsmarine na rozkaz swojego dowódcy, Paula-Willy'ego Zieba. Samozatopienie floty miało na celu zapobieżenie przejęciu okrętów przez Armię Czerwoną spowodowanego brakiem możliwości wycofania ich na bezpieczne wody kontrolowane przez państwa Osi.

## Historia

### Ewakuacja floty
W sierpniu 1944 roku sytuacja niemieckich okrętów na Morzu Czarnym stawała się coraz cięższa i zdecydowano się na ich ewakuację wodami Dunaju aż do Niemiec w ramach operacji Dunajski Elf. Okręty podwodne, które nie były przystosowane do takich podróży, zostały wcześniej zatopione niedaleko tureckiego wybrzeża.
Wypowiedzenie wojny Niemcom przez Rumunię naraziło flotę na ataki byłego sojusznika, które spowodowały dotkliwe straty. W związku z pogarszającą się sytuacją, Zieb zdecydował (przy sprzeciwie zwierzchników) o samozatopieniu floty na Dunaju, tak aby zablokować wojskom radzieckim możliwą drogę transportu po rzece.

### Czasy powojenne
Po wojnie usunięto tylko część z 220 zatopionych jednostek, z których niektóre trafiły do służby w jugosłowiańskiej flotylli rzecznej. Pozostałe są źródłem lokalnych problemów związanych z m.in. ciągłą obecnością materiałów wybuchowych na wrakach oraz ze zwężeniami rzeki i wynikającymi z tego utrudnieniami transportu, które wg minister Zorany Mihajlović kosztują Serbię 5 mln euro rocznie.